# 시몽 앙투안 장 륄리에

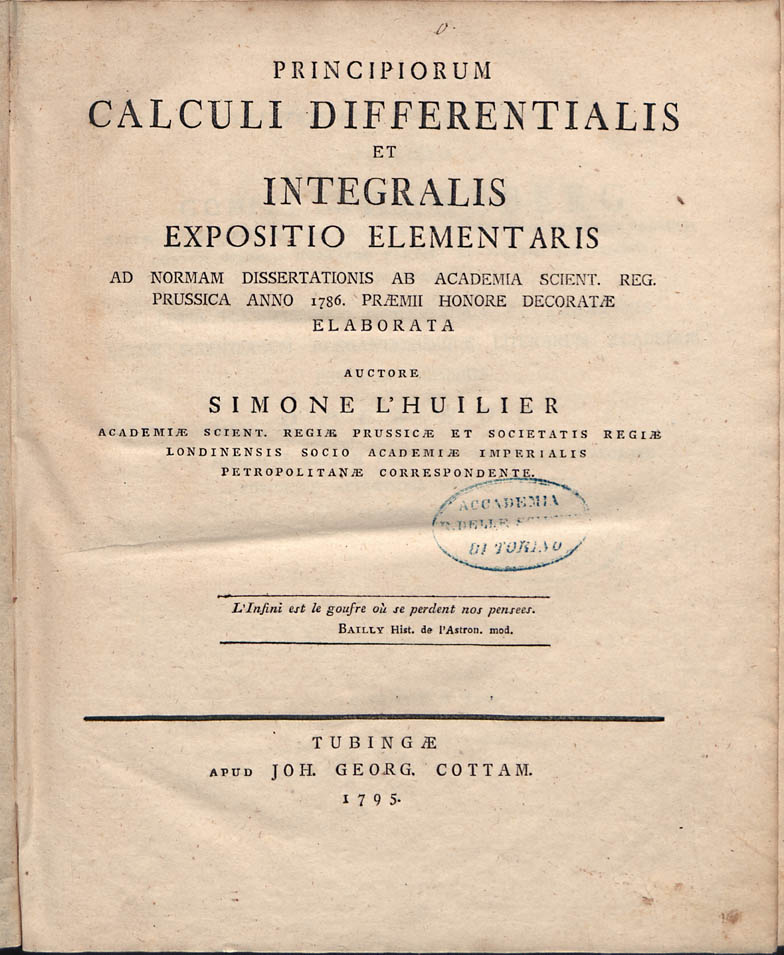
Principiorum calculi differentialis et integralis expositio elementaris, 륄리에 1795

시몽 앙투안 장 륄리에(Simon Antoine Jean L'Huilier, 1750년 4월 24일 제네바 - 1840년 3월 28일 제네바)는 프랑스 출신의 스위스 수학자였다. 그는 초기 해석학 및 초기 위상수학에있어서의 작업, 특히 평면 그래프에 대한 오일러 지표의 일반화로 유명하다.
시몽 앙투안 장 륄리에의 륄리에(L'Huilier)라는 성은 때로는 L'Huillier 및 Lhuilier 또는 Lhuillier로 언급되곤한다.

## 극한의 개념
륄리에는 1821년에 오귀스탱 루이 코시(Augustin Louis Cauchy)에 의해 "Cours d'Analyse"라는 책에서 다시 나타 났던 초기 극한에 대한 개념의 약어 "lim"을 1795년에 소개했다.
코시는 나중에 변수에 의해 정의된 극한을 기반으로한 접근법을 만들어냈다.

## 같이 보기
- 륄리에 정리
- 극한
- 구면삼각형

## 참고
- Zwillinger, D. (Ed.). CRC Standard Mathematical Tables and Formulae. Boca Raton, FL: CRC Press, p. 469, 1995.
- (매스월드)http://mathworld.wolfram.com/LHuiliersTheorem.html